# Live Licks
Live Licks es el noveno álbum en vivo de la banda británica de rock The Rolling Stones, publicado en 2004. Después de seis años de No Security este es el séptimo álbum oficial en vivo que recoge las actuaciones de la banda a lo largo de los años 2002 y 2003, en el marco del Licks Tour que vino gracias al lanzamiento del álbum compilatorio Forty Licks que celebraba los cuarenta años de la banda.

## Historia
Aparecen varios invitados especiales: Sheryl Crow aparece en "Honky Tonk Women", mientras que Solomon Burke canta en "Everybody Needs Somebody to Love", canción que The Rolling Stones registraron originalmente en el álbum The Rolling Stones No.2 de 1965.
El álbum fue lanzado con dos versiones diferentes de portada; aunque ambos tienen la lengua de los Rolling Stones en un contexto muy llamativo, la versión británica cuenta con la mujer sin su parte superior del bikini.
Live Licks alcanzó el puesto 38 en el Reino Unido y el 50 en los Estados Unidos. Recibió entrega del disco de oro.[cita requerida]

## Lista de canciones
Todas las canciones de Mick Jagger y Keith Richards, excepto donde lo indica.
Disco uno
1. "Brown Sugar" – 3:50 (Nueva York, 18 de enero de 2003)
2. "Street Fighting Man" – 3:43 (Twickenham, 24 de agosto de 2003)
3. "Paint It, Black" – 3:45 (Twickenham, 24 de agosto de 2003)
4. "You Can't Always Get What You Want" – 6:46 (Twickenham, 24 de agosto de 2003)
5. "Start Me Up" – 4:02 (Nueva York, 18 de enero de 2003)
6. "It's Only Rock 'n Roll (But I Like It)" – 4:54 (Nueva York, 18 de enero de 2003)
7. "Angie" – 3:29 (Nueva York, 18 de enero de 2003)
8. "Honky Tonk Women" – 3:24 (Nueva York, 18 de enero de 2003)
9. "Happy" – 3:38 (Nueva York, 18 de enero de 2003)
10. "Gimme Shelter" – 6:50 (Nueva York, 18 de enero de 2003)
11. "(I Can't Get No) Satisfaction" – 4:55 (Nueva York, 18 de enero de 2003)

Disco dos
1. "Neighbours" – 3:41 (París, 11 de julio de 2003)
2. "Monkey Man" – 3:41 (Nueva York, 18 de enero de 2003)
3. "Rocks Off" – 3:42 (Twickenham, 24 de agosto de 2003)
4. "Can't You Hear Me Knocking" – 10:02 (Los Ángeles, 4 de noviembre de 2002)
5. "That's How Strong My Love Is" (Roosevelt Jamison) – 4:45 (París, 11 de julio de 2003)
6. "The Nearness of You" (Hoagy Carmichael/Ned Washington) – 4:34 (París, 11 de julio de 2003)
7. "Beast of Burden" – 4:09 (Los Ángeles, 4 de noviembre de 2002)
8. "When the Whip Comes Down" – 4:28 (Nueva York, 18 de enero de 2003)
9. "Rock Me Baby" (B. B. King/Joe Bihari) – 3:50 (Los Ángeles, 4 de noviembre de 2002)
10. "You Don't Have to Mean It" – 4:35 (Los Ángeles, 4 de noviembre de 2002)
11. "Worried About You" – 6:01 (París, 11 de julio de 2003)
12. "Everybody Needs Somebody to Love" (Solomon Burke/Jerry Wexler/Bert Russell) – 6:35 (Los Ángeles, 4 de noviembre de 2002)

Pista adicional en versión japonesa
1. "If You Can't Rock Me" - 2:48 (Nueva York, 18 de enero de 2003)

## Personal
The Rolling Stones
- Mick Jagger – voz principal
- Keith Richards – guitarras, coros, voz principal en "Happy", "The Nearness of You" y "You Don't Have to Mean It"
- Charlie Watts – batería y percusión
- Ron Wood – guitarras

Músicos adicionales
- Darryl Jones – bajo
- Chuck Leavell – teclados
- Bernard Fowler – coros y percusión
- Lisa Fischer – coros
- Blondie Chaplin – coros y percusión
- Bobby Keys – saxofón
- Tim Ries – saxofón y teclados
- Michael Davids – trombón
- Kent Smith – trompeta

Invitados especiales
- Solomon Burke – dueto en "Everybody Needs Somebody to Love"
- Sheryl Crow – dueto en "Honky Tonk Women"